# 소랄렌
소랄렌(영어: psoralen 또는 psoralene)은 퓨라노쿠마린이라고 알려진 화합물의 일종이다.

## 응용
피부병의 치료에 사용되고 있다.

## 성질
솔라렌은 DNA 이중쇄에 삽입(intercalation) 성질을 지닌 인터칼레이터(intercalator)의 하나이다. DNA에 삽입된 솔라렌은 365 nm부근의 빛을 조사해 주면 DNA의 티민이나 시토신과 광결합하는 특성을 지닌다.